# Tori (cheval)
Vous lisez un « bon article » labellisé en 2018.
Pour les articles homonymes, voir Tori.
Le Tori (estonien : tori hobune) est une race de chevaux estonienne. Les prémices de sélection remontent au XIXe siècle. La plupart des Tori descendent de juments estoniennes et d'un étalon de race croisée Anglo-normand et Trotteur Norfolk, nommé Hetman, stationné dans le haras de la commune de Tori. La demande porte alors sur un cheval apte aux travaux d'agriculture, d'où son nom de « Tori universel » lors de l'officialisation de la race par les autorités soviétiques en 1950. Le stud-book est créé en 1932.
Avec le recul de la traction agricole, le Tori a été croisé avec diverses races de chevaux de sport, transformant son modèle vers celui du « warmblood » européen. De solide constitution, ce cheval est destiné en priorité à l'attelage. La majorité des effectifs sont toujours situés en Estonie, quelques-uns en Ukraine. Ayant subi une sévère réduction de population, le Tori reste menacé d'extinction. Des mesures de conservation ont été mises en place en Estonie.

## Histoire
La race est connue sous les noms de « Tori » et « Toric » en estonien, et « Torian » ou « Torijska » en ukrainien. Relativement récente, issue de croisements, elle est intimement liée au haras du même nom, situé en Livonie, au sud-ouest de l'Estonie. Ce haras créé en 1856 sélectionne à Pärnumaa 47 juments et 7 étalons de la race locale (probablement proche de l'Estonien natif), alors en voie d'extinction, toisant 1,35 m à 1,40 m, et les croise avec 10 juments et trois étalons de race finlandaise,. Bien que certains chevaux de race pure finlandaise naissent dans ce haras, cette population reproductrice est principalement utilisée en croisement. Plus tard, les chevaux descendants croisés finlandais ne se révèlent pas adaptés au travail demandé. Le haras de Tori cesse progressivement d'utiliser les chevaux finlandais. Cependant, un étalon finno-arabe, Orro, a une influence notable sur le cheval Tori moderne par le biais de son arrière-petit-fils Haroun 42 T, qui a une multitude de descendants.
Le haras de Tori importe trois étalons arabes et deux trotteurs allemands. L'élevage se poursuit dans le but de modifier la race locale de l'Estonien par croisements avec des chevaux de selle et de trait léger. Cette première phase d'élevage dure de 1856 jusqu'à 1880. L'objectif est l'obtention d'un cheval apte aux travaux agricoles.
À la fin du XIXe siècle, l'objectif du haras est d'élever des chevaux plus rapides. L'élevage du cheval de Tori débute officiellement en 1890 ou 1892 (1862 d'après le Guide Delachaux), en intégrant un programme de croisements avec le Hackney à partir de 1896. Les résultats étant insatisfaisants, un étalon issu d'un croisement entre Anglo-normand et Trotteur Norfolk est introduit. Nommé Hetman, cet étalon né en Pologne en 1886, et acquis par le haras de Tori en 1892 ou 1896, est considéré comme le fondateur de la race : la création de cette dernière découle en effet principalement des croisements avec Hetman et ses fils,,.
La race reste en formation jusqu'en 1920 ou 1921, année du début de l'élevage du « cheval de ferme universel », qui se poursuit jusqu'en 1973. La race est officiellement reconnue en 1925. Le Tori est influencé par le Hanovrien et l'Ardennais avant les années 1950, et par le Frison et l'Arabe. Son stud-book est créé en 1932. Jusqu'en 1936, des croisements Norfolk-Estonien sont pratiqués. Cependant, à la fin des années 1930, la qualité du cheptel est réputée décroître en raison de la consanguinité,. Des croisements avec des postiers bretons sont effectués afin d'augmenter la diversité génétique. Le Tori devient un cheval de trait massif et se répand largement dans toute l'Estonie, mais la qualité de ses allures laisse parfois à désirer,.
La race est officialisée en 1950, sous le nom de « Tori universel »,, : elle représente alors 67,5 % du cheptel de chevaux présent en Estonie soviétique. Des Hanovriens et des Trakehner sont croisés à partir des années 1970, dans l'objectif d'améliorer la dimension « universelle » du Tori,. Le modèle s'allège au fil des années. Les haras de Tori, de Pyarivere et d'Aravete constituent longtemps les principaux centres d'élevage ; en 1950, la race est surtout présente dans les régions de Viljandi, Järva, Pamu, et Laane.
En janvier 1980, les autorités soviétiques recensent 15 643 chevaux de race Tori dans toute l'URSS, dont 3 349 sont de pure race. En 1992 (après la dislocation de l'URSS et l'indépendance de l'Estonie), l'Association des éleveurs de chevaux d'Estonie est restaurée, et prend le suivi de la race à sa charge. En 2012, des tensions entre les éleveurs quant à la sélection de la race aboutissent à une décision du tribunal administratif de ne pas scinder la race Tori en deux, en raison de la menace d'extinction.

## Description

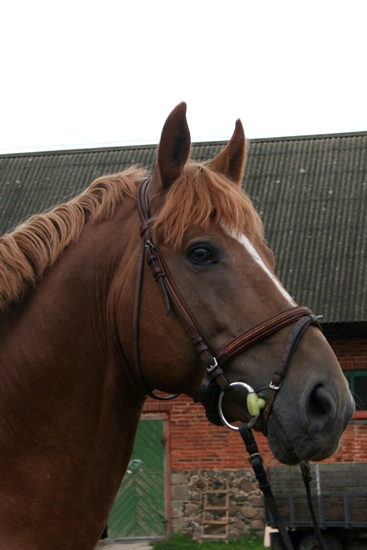
Tête d'un Tori de type sport

Ce cheval de solide constitution , peut être typé trait ou sport, il existe en effet deux types distincts reconnus chez la race. Le Tori est cependant plus souvent classé parmi les « warmblood ».

### Taille et poids
L'auteur italien Maurizio Bongianni (1988) cite 1,52 m à 1,55 m. Bonnie Lou Hendricks, de l'université de l'Oklahoma, donne une moyenne de taille de 1,52 m à 1,53 m. CAB International cite une taille moyenne de 1,52 m à 1,55 m ou davantage, le Guide Delachaux cite 1,58 m à 1,66 m, avec une moyenne de 1,59 m chez les juments, et 1,62 m chez les mâles, DAD-IS enregistre une moyenne 1,64 m et 1,66 m chez les mâles, pour un poids de 620 à 650 kg. Le poids des poulains à la naissance est d'environ 50 kg. Le Tori est plus léger que la plupart des races de chevaux de trait.

### Morphologie

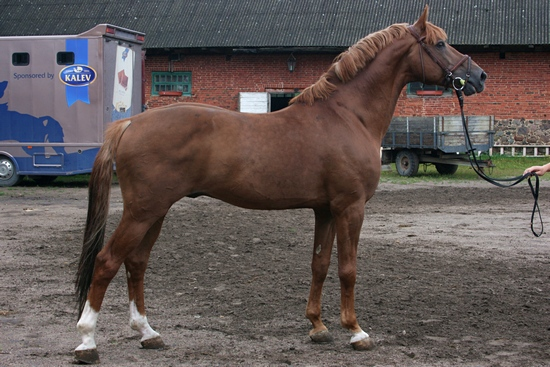
Tori alezan de type sport

Dans les années 1980, le type est nettement celui du cheval d'attelage ; la race est mésomorphe. La tête, moyenne à grosse, présente un profil rectiligne, un front large et de longues oreilles. L'encolure est musclée, forte et de longueur moyenne, le garrot est moyennement sorti ou bas. Le poitrail est large et profond, le dos large et long (court selon Bongianni), la croupe développée, musclée et inclinée,, les membres courts et solides, terminés par de larges sabots, à la corne dure. La race est caractérisée par un corps très long et ample, et une longue croupe. Crinière et queue sont fournis en crins.

### Robes
L'alezan est la robe la plus fréquente, incluant les variantes foncées et brûlées. En 1950, les fréquences des robes se répartissent entre 65,3 % d'alezans, 25,8 % de bai, 4,9 % de noir, 3,9 % de rouan et 0,3 % avec expression du gène Dun ou apparence bai clair. D'après Bongianni, le gris est possible et les marques blanches sont fréquentes.
La race a fait l'objet d'une analyse génétique sur la présence des allèles de l'alezan et du Silver : l'étude publiée en 2012 montre que 77,8 % des 45 sujets testés présentent les allèles de l'alezan (ee), aucun n'exprimant le gène Silver. Ce cheval peut aussi être palomino, et quelques cas de pie sur base noire ont été signalés.

### Tempérament, entretien et allures
Le Tori est réputé pour son calme, sa patience, sa docilité, sa longévité, sa fertilité, sa puissance et sa vivacité. La race déploie des allures vives et de qualité,. Ses facilités de débourrage et d'apprentissage sont reconnues. La fertilité des juments est très bonne, évaluée à 86,8 % en 1950. Les juments poulinent en moyenne 16 à 17 fois au cours de leur vie, avec un record de 23 poulinages.
Il existe 10 lignées chez le Tori. La sélection est assurée par la Eesti Hobusekasvatajate Selts (Association estonienne des éleveurs de chevaux).

## Utilisations
Le Tori est destiné prioritairement à l'attelage, mais peut aussi être monté. Il était destiné autrefois à la traction agricole, de poids léger à médian. Il dispose d'une bonne aptitude au saut d'obstacles. Le Tori a été utilisé en croisement avec d'autres races, particulièrement dans le Nord-Ouest de l'Ukraine et au Kazakhstan. Lors de tests de performance, les sujets de la race ont tracté une charge de 150 kg sur 2 000 mètres en 13 min 2,15 s au pas. La même performance a été réalisée au trot en 4 min 44,8 s, avec une charge de 50 kg. Le record d'endurance avec une charge de 300 kg a été réalisé sur une distance de 1 238 m. Le record de traction au poids est de 880 kg.

## Diffusion de l'élevage

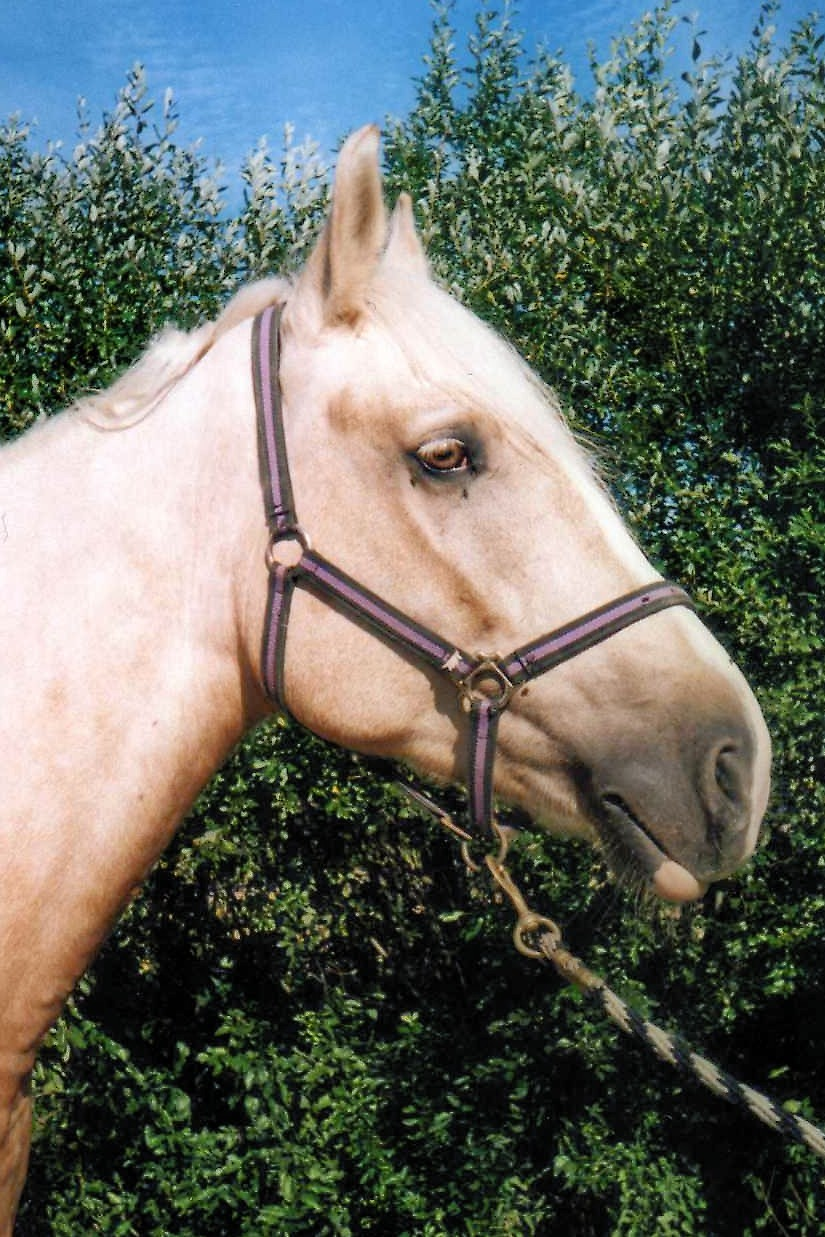
Tête d'un hongre Tori de robe palomino.

Présent en Estonie et dans un élevage de l'Ouest de l'Ukraine, le Tori est devenu très rare, bien qu'il s'agisse de la race de chevaux estonienne la plus connue culturellement parlant. Le relevé de population de 2007 indique un cheptel situé entre 500 et 1 300 individus. La population ukrainienne est de seulement 20 sujets. En 2005, le cheptel de Tori de l'ancien type se situe entre 600 et 700 têtes, pour 10 naissance de poulains « pur » ancien type chaque année, contre environ 100 poulains croisés. En 2012, d'après un article de presse estonien paru dans postimees.ee, les effectifs totaux sont de 1 376 sujets
L'étude menée par l'université d'Uppsala, publiée en août 2010 pour la FAO, signale le Tori comme race de chevaux locale européenne menacée d'extinction, faisant l'objet de mesures de protection. Elle est en effet préservée par cryoconservation du sperme d'étalons. Les éleveurs estoniens reçoivent des primes nationales pour la conservation des races menacées. L'ouvrage Equine Science (4e édition de 2012) classe le Toric parmi les races de chevaux de selle peu connues au niveau international.

#### Articles de recherche
- [Iljm'Jarv 1950] (ru) M. M. Iljm'Jarv, « Novaja toriiskaja poroda loSadel » [« La nouvelle race de chevaux Tori »], Konevodstvo, no 6,‎ 1950, p. 5-12 (présentation en ligne)
- [Saastamoinen et Mäenpää 2005] (en) M.T. Saastamoinen et M. Mäenpää, « Rare horse breeds in Northern Europe », dans Conservation genetics of endangered horse breeds, Wageningen Academic Pub, 2005, 187 p. (ISBN 9076998795 et 978-90-76998-79-4, ISSN 0071-2477, lire en ligne), p. 129-136.
- [Mauring 1981] (ru) Kh. Mauring, « Metody razvedeniya i selektsii pri vyvedenii toriiskoi porody » [« Méthodes de développement et de sélection durant la formation des chevaux de Tori »], Konevodstvo i konnyj sport, vol. 6,‎ 1981, p. 16-18 (ISSN 0023-3285)